# (144898) 2004 VD17
(144898) 2004 VD17 (precedentemente noto con la designazione provvisoria 2004 VD17) è un asteroide che nel 2002 ha avuto una bassa, ma significativa probabilità di impatto con la Terra. Dal febbraio al maggio del 2006 è considerato a rischio di impatto 2 nella Scala Torino. È il secondo asteroide che nella storia della sorveglianza del rischio impatto è stato valutato oltre il valore 1. Il punteggio della Scala Torino è stato abbassato a 1 in seguito a ulteriori osservazioni del 20 maggio 2006 ed è sceso nuovamente a 0 il 17 ottobre 2006.
Secondo recenti osservazioni effettuate il 17 dicembre 2006 il Jet Propulsion Laboratory (JPL) ha assegnato all'asteroide il valore 0 sulla Scala Torino e una probabilità di impatto pari a 1 su 41,76 miliardi nei prossimi cento anni.
2004 VD17 fu scoperto il 7 novembre 2004 dal NASA presso il LINEAR. Fu stimata una dimensione di 580 metri di diametro con una massa di circa
2.6x1011 kg.
Secondo il programma NEODyS che individua dallo UAI Minor Planet Center gli asteroidi con una significativa probabilità di impatto l'indice di rischio attuale è di -3,52 per l'avvicinamento alla Terra del 2102 e -8,09 e -6,81 per gli avvicinamenti del 2103 e 2104. Tale indici sono calcolati in base a 961 osservazioni ottiche al 16 febbraio 2002. Anche il JPL ha rilevato simili risultati valutando l'indice di rischio a -4,91 per il rendez-vous del 2102, sulla base di 908 osservazioni ottiche.